# (38198) 1999 LM19
1999 LM19 (asteroide 38198) é um asteroide da cintura principal. Possui uma excentricidade de 0.17950150 e uma inclinação de 1.43654º.
Este asteroide foi descoberto no dia 9 de junho de 1999 por LINEAR em Socorro.